# Tizi n'Tichka
Tizi n'Tichka, o alto de Tichka, es el paso de carreteras más alto del Norte de África, con 2260 metros de altura.
El nombre del paso viene de unir varias palabras en tamazight (ⵜⵉⵣⵉ ⵏ ⵜⵉⵛⴽⴰ) y significa "paso de montaña difícil". Enlazan el sureste de Marrakech con la ciudad de Uarzazat a través de las montañas de Atlas. Es el camino a la puerta del desierto de Sáhara. De noviembre a marzo la nieve puede a menudo caer en el paso, que es, además, el pase de montaña importante más alto de África del norte. La carretera fue construida por el ejército francés en 1936 durante el colonialismo, y es ahora parte de Ruta Nacional 9 (Marruecos).

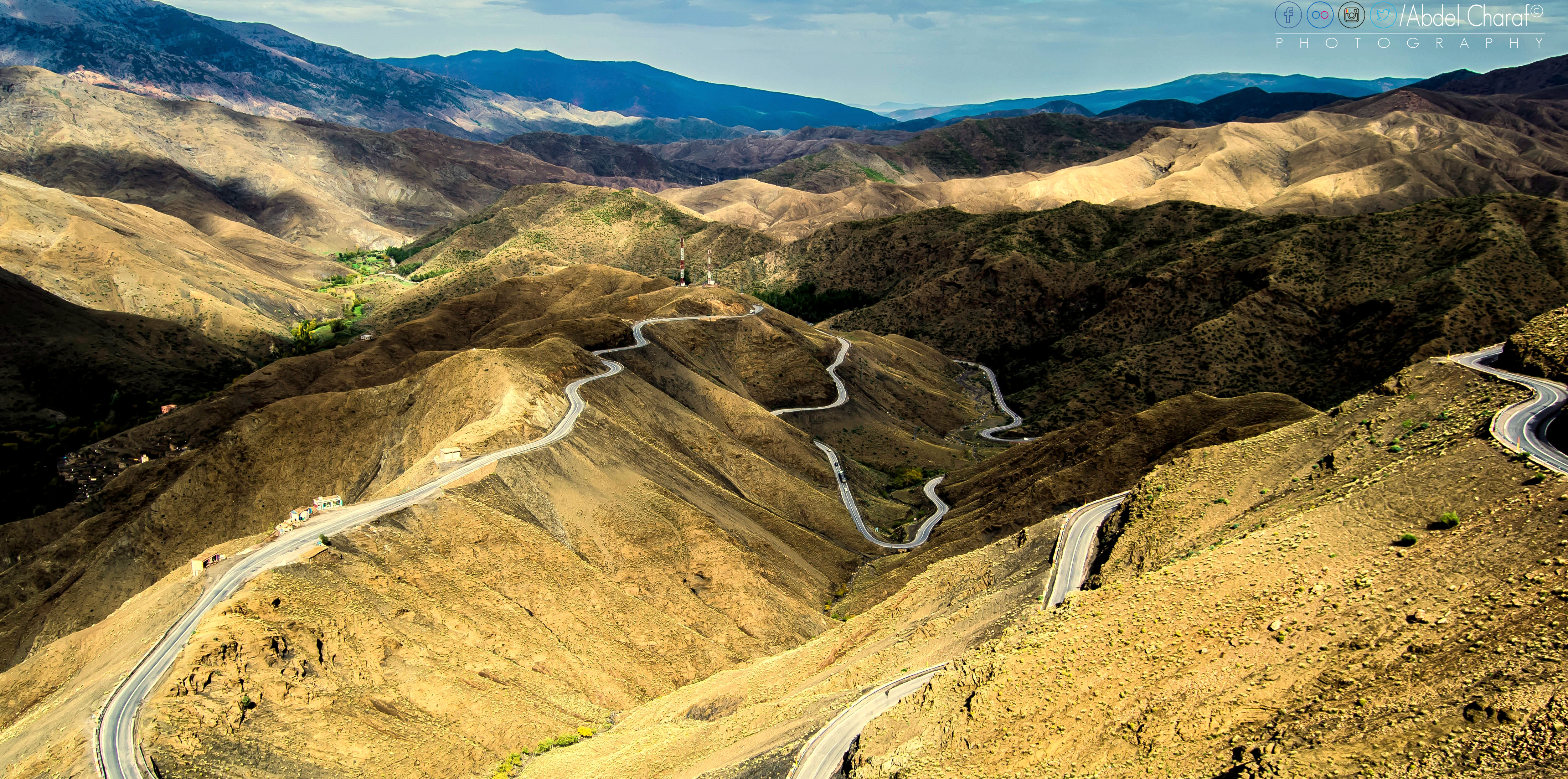
Vista de Tizi n'Tichka.